# Vergigny
Vergigny és un municipi francès, situat al departament del Yonne i a la regió de Borgonya - Franc Comtat. L'any 2007 tenia 1.529 habitants.

## Demografia

### Població
El 2007 la població de fet de Vergigny era de 1.529 persones. Hi havia 552 famílies, de les quals 112 eren unipersonals (36 homes vivint sols i 76 dones vivint soles), 196 parelles sense fills, 208 parelles amb fills i 36 famílies monoparentals amb fills.
La població ha evolucionat segons el següent gràfic:
Habitants censats

### Habitatges
El 2007 hi havia 639 habitatges, 558 eren l'habitatge principal de la família, 44 eren segones residències i 37 estaven desocupats. 592 eren cases i 44 eren apartaments. Dels 558 habitatges principals, 463 estaven ocupats pels seus propietaris, 78 estaven llogats i ocupats pels llogaters i 17 estaven cedits a títol gratuït; 3 tenien una cambra, 31 en tenien dues, 94 en tenien tres, 157 en tenien quatre i 273 en tenien cinc o més. 479 habitatges disposaven pel capbaix d'una plaça de pàrquing. A 241 habitatges hi havia un automòbil i a 262 n'hi havia dos o més.

### Piràmide de població
La piràmide de població per edats i sexe el 2009 era:
| Homes | Edats   | Dones |
| ----- | ------- | ----- |
| 0     | 95 o +  | 0     |
| 0     | 90 a 94 | 4     |
| 4     | 85 a 89 | 4     |
| 0     | 80 a 84 | 16    |
| 16    | 75 a 79 | 24    |
| 20    | 70 a 74 | 20    |
| 24    | 65 a 69 | 36    |
| 76    | 60 a 64 | 56    |
| 40    | 55 a 59 | 36    |
| 56    | 50 a 54 | 64    |
| 48    | 45 a 49 | 44    |
| 88    | 40 a 44 | 56    |
| 52    | 35 a 39 | 44    |
| 56    | 30 a 34 | 48    |
| 28    | 25 a 29 | 40    |
| 56    | 20 a 24 | 36    |
| 96    | 15 a 19 | 64    |
| 64    | 10 a 14 | 72    |
| 104   | 5 a 9   | 60    |
| 20    | 0 a 4   | 44    |

## Economia
El 2007 la població en edat de treballar era de 984 persones, 698 eren actives i 286 eren inactives. De les 698 persones actives 621 estaven ocupades (357 homes i 264 dones) i 77 estaven aturades (37 homes i 40 dones). De les 286 persones inactives 87 estaven jubilades, 54 estaven estudiant i 145 estaven classificades com a «altres inactius».

### Ingressos
El 2009 a Vergigny hi havia 578 unitats fiscals que integraven 1.492 persones, la mediana anual d'ingressos fiscals per persona era de 16.946 €.

### Activitats econòmiques
Dels 44 establiments que hi havia el 2007, 4 eren d'empreses extractives, 2 d'empreses alimentàries, 2 d'empreses de fabricació d'altres productes industrials, 11 d'empreses de construcció, 6 d'empreses de comerç i reparació d'automòbils, 7 d'empreses de transport, 2 d'empreses d'hostatgeria i restauració, 1 d'una empresa d'informació i comunicació, 3 d'empreses financeres, 2 d'empreses de serveis i 4 d'empreses classificades com a «altres activitats de serveis».
Dels 13 establiments de servei als particulars que hi havia el 2009, 2 eren tallers de reparació d'automòbils i de material agrícola, 3 paletes, 1 guixaire pintor, 1 lampisteria, 3 electricistes, 1 empresa de construcció, 1 perruqueria i 1 restaurant.
Dels 2 establiments comercials que hi havia el 2009, 1 era una botiga de més de 120 m² i 1 una botiga de menys de 120 m².
L'any 2000 a Vergigny hi havia 12 explotacions agrícoles.

## Equipaments sanitaris i escolars
El 2009 hi havia 1 escola maternal i 1 escola elemental.

## Poblacions més properes
El següent diagrama mostra les poblacions més properes.